# 朱柏廬治家格言
《朱柏廬治家格言》，又被稱為《朱子治家格言》、《朱子家训》，全篇524字，是以家庭道德為主的經典啟蒙教材。作者朱用純，字致一，自號柏廬，江蘇省崑山縣人。其中一些警句，如「一粥一飯，當思來處不易；半絲半縷，恆念物力維艱」、「宜未雨而綢繆，毋臨渴而掘井」、「器具質而潔，瓦缶勝金玉。飲食約而精，園蔬勝珍饈。」、「施惠勿念，受恩莫忘。凡事當留餘地，得意不宜再往。」等，在今天依然具有教育意義。